# اریش تومک
اریش تومک (آلمانی: Erich Tomek؛ زادهٔ ۱ ژوئن ۱۹۳۰) تهیه‌کننده و نویسنده اهل اتریش است.
از فیلم‌هایی که وی در آن‌ها نقش داشته است، می‌توان به ماه خونین اشاره نمود.